# 迪利广场
迪利广场是位于美国德克萨斯州达拉斯市中心街区西区（West End）的一个小广场，由于1963年11月22日美国总统约翰·肯尼迪在这里遭到枪击身亡而使得该广场名声大望。

## 历史
迪利广场是一个落成于1940年的达拉斯城公园，位于达拉斯市中心西部。该广场由三条道路围成，这三条道路分别是美茵大街（Main Street）、埃尔姆大街（Elm Street）和商业街（Commerce Street）。在广场的西端，这三条道路交汇到一处，并通过一个铁路立交桥，在当地，把这里称为“三合一地下道”。
该广场是以民权领袖，《达拉斯晨报》早期的出版商乔治·班尼曼·迪利（George Bannerman Dealey，1859年-1946年）的名字命名的，他曾经为了这一地区的繁荣而四处奔走。

## 國家級歷史地標
迪利广场區於1993年被列入國家史蹟名錄為国家历史名胜。

### 區內建築物
- 德克薩斯州教科書存放處（英语：Texas School Book Depository）
- 達拉斯紡織大樓（英语：Dal-Tex Building）
- 達拉斯縣記錄大廈（}）
- 達拉斯縣紀錄大廈附樓
- 達拉斯縣刑事法院大樓
- 達拉斯縣法院（英语：Dallas County Courthouse (Texas)）

## 伸延閱讀
- Dealey, Jerry T. . JEDI Management Group. 2002. ISBN 0-9723913-0-4. (includes history of Dealey Plaza).